# Yizaj
Yizaj, también conocida como Yizak o Dzhizak (en uzbeko: Jizzax, Жиззах; en ruso: Джизак), es una ciudad de 139.100 hab. (según el censo de 2007) y capital de la provincia homónima, en el centro de Uzbekistán, al noroeste de Samarcanda. Está ubicada a una altitud de 378 metros.
Yizaj fue un importante cruce en la Ruta de la Seda en el camino que conecta Samarcanda con el valle de Fergana.
El nombre Yizaj deriva de la palabra sogdiana dizak, que significa «fortín». La ciudad está construida sobre un sitio situado en Osrushana.
En 1916, Yizaj fue el centro de una sublevación antirrusa, que fue rápidamente suprimida. En 1917 nació Sharaf Rashídov, futuro secretario del Partido Comunista de la RSS de Uzbekistán.
La ciudad cuenta con dos universidades, con un total de aproximadamente 7000 estudiantes, y es la sede de un equipo de fútbol, Sogdiana Jizzakh, que juega en la Super Liga.